# Yucef Dris
Yucef Dris (arabisch ادريس يوسف; * 15. Oktober 1945 in Tizi Ouzou) ist ein frankophoner algerischer Journalist, Dichter und Prosaautor.
Als Journalist hat er für Publikationen wie El Moudjahid gearbeitet.

## Werke

### Essay
- Les Massacres d’octobre 1961 (2009)

### Roman
- Les Amants de Padovani (2004)
- Affaires criminelles. Histoires Vraies (2006)
- Biographie de Guerouabi (2008)
- Destin à l’encre noire (2012)
- Le puits confisqué (2010)

### Dichtung
- Grisaille (1993)
- Gravelures (2009)